# ماكس إرنست
ماكس إرنست (بالفرنسية:  Max Ernst)‏ هو رسام ونحات وشاعر من مواليد 2 أبريل 1891 وتوفي في 1 أبريل 1976. فنان غزير الإنتاج، ويعتبر واحدا من أبرز رواد الحركة الدادائية والحركة السريالية،
ولد ارنست بالقرب من كولونيا، وهو الثالث من تسعة أولاد لعائلة كاثوليكية من الطبقة المتوسطة. وكان والده فيليب ارنست معلم الصم والبكم.
في عام 1909 سجل ارنست في جامعة بون، قام بدراسة الفلسفة وتاريخ الفن والأدب وعلم النفس والطب النفسي. شارك في الحرب العالمية الأولى وقد كانت لهذا الأمر آثاره المدمرة على مستقبله الفني. له اسلوب متميز عرف بالفروتاج وهو اسلوب الحك على جسم خشن يقوم فه بوضع ورقة بيضاء على شيء ما ويظللها بالقلم الرصاص لتظهر له اشكال غامضة وغريبة.

## روابط خارجية
- ماكس إرنست على موقع IMDb (الإنجليزية)
- ماكس إرنست على موقع الموسوعة البريطانية (الإنجليزية)
- ماكس إرنست على موقع مونزينجر (الألمانية)
- ماكس إرنست على موقع ألو سيني (الفرنسية)
- ماكس إرنست على موقع ميوزك برينز (الإنجليزية)
- ماكس إرنست على موقع أول موفي (الإنجليزية)
- ماكس إرنست على موقع قاعدة بيانات الأفلام السويدية (السويدية)
- ماكس إرنست على موقع إن إن دي بي (الإنجليزية)
- ماكس إرنست على موقع ديسكوغز (الإنجليزية)
- ماكس إرنست على موقع قاعدة بيانات الفيلم (الإنجليزية)